# محمية ضانا للمحيط الحيوي
محمية ضانا تأسست عام 1989 وتعد أكبر محمية طبيعية في الأردن في محافظة الطفيلة، حيث تتجاوز مساحتها 300 كم2 من المناظر الخلابة والتضاريس المتعرجة التي تواجه حفرة الإنهدام.
تمتد المحمية على سفوح عدد من الجبال من منطقة القادسية التي ترتفع أكثر من 1500 متر عن سطح البحر وتنخفض إلى سهول صحراء وادي عربة. تتخلل جبال المحمية بعض الوديان التي تتميز بطبيعتها الخلابة، وتتنوع التركيبة الجيولوجية ما بين الحجر الجيري والجرانيت.

## الظهور البشري
قبيلة العطاعطة هم السكان الأصليون لمحمية ضانا. يعود تاريخهم في ضانا إلى 400 سنة، لكن مستوطنتهم الأصلية في المنطقة تعود إلى أكثر من 6000 عام. إلى جانب وجود العطاعطة، تشير الاكتشافات الأثرية إلى مستوطنات من العصر الحجري القديم والمصري والنبطي والروماني في ضانا.

## تنوع بيئي

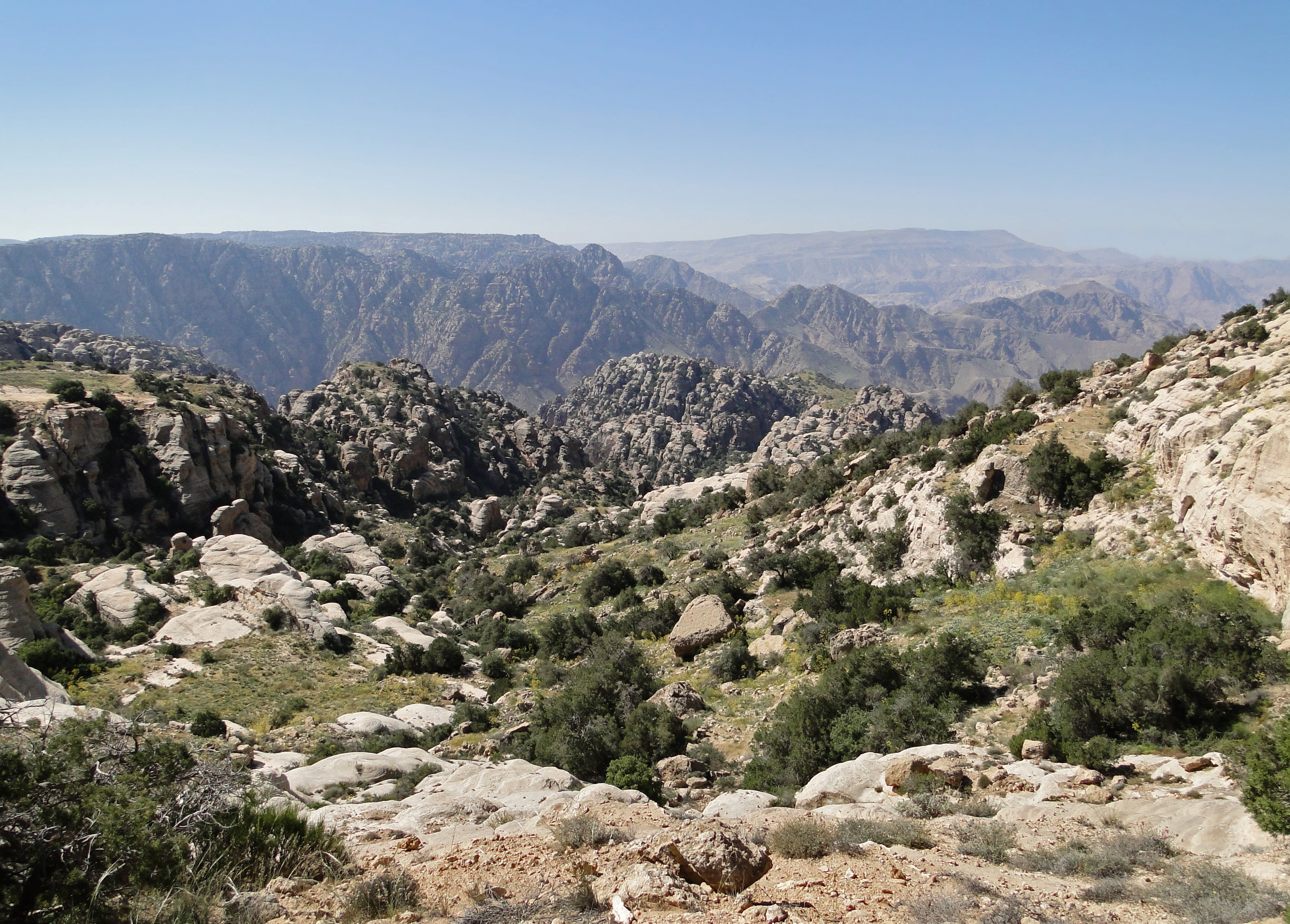
محمية ضانا

محمية ضانا هي المحمية الوحيدة في الأردن التي تحتوي الأقاليم الحيوية الجغرافية الأربعة: إقليم البحر الأبيض المتوسط، الإقليم الإيراني الطوراني، إقليم الصحراء العربية، والإقليم السوداني. ولذلك فهي أكثر المناطق تنوعاً في الأردن من ناحية الأنظمة البيئية والأنماط النباتية مثل نمط العرعر ونمط البلوط دائم الخضرة ونمط نبت الكثبان الرملية ونمط النبت السوداني وغيرها العديد. كما تتميز بأنها موئل ما تبقى من غابات السرو الطبيعية المعمرة.

## النباتات

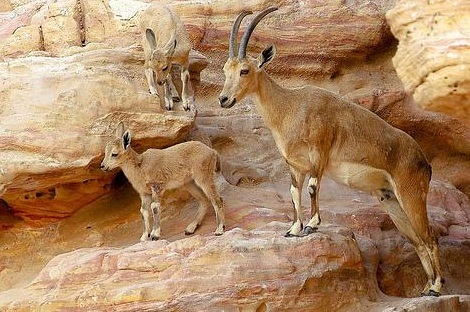
ماعز جبلي في محمية ضانا

تحتضن محمية ضانا أكثر من 800 نوع نباتي، ثلاثة من هذه الأنواع لا يمكن إيجادها في أي مكان في العالم سوى محمية ضانا كما أن أسماء هذه النباتات باللغة اللاتينية تشتمل على كلمة ضانا.
تتميز محمية ضانا بتنوع فريد وكبير في الحياة البرية بما فيها أنواع نادرة من النباتات والحيوانات. فهي موطن للعديد من أنواع الطيور والثديات المهددة عالميا، مثل النعار السوري، والعوسق، الثعلب الأفغاني، والماعز الجبلي. وتعتبر المحمية من أفضل الأماكن في العالم والتي تدعم تواجد النعار السوري، كما تدعم وجود وتكاثر صقر العوسق. يوجد في المحمية (656) نوعاً من الحيوانات منها (200 - 300) نوع من الحيوانات اللافقارية، ونوعين من البرمائيات، و 39 نوعاً من الزواحف، منها أربعة أنواع مهددة بالانقراض كالحرباء والضب والورل والسلحفاة اليونانية، ويتراوح عدد الطيور في الأردن عمومًا ما بين 400 و 430 نوعاً تتبع 20 رتبة و 55 عائلة معظمها مهاجرة، وتمَّ تسجيل 209 نوع طائر في ضانا فقط منها 33 نوعًا لها أهمية عالمية.

## تهديد المحمية

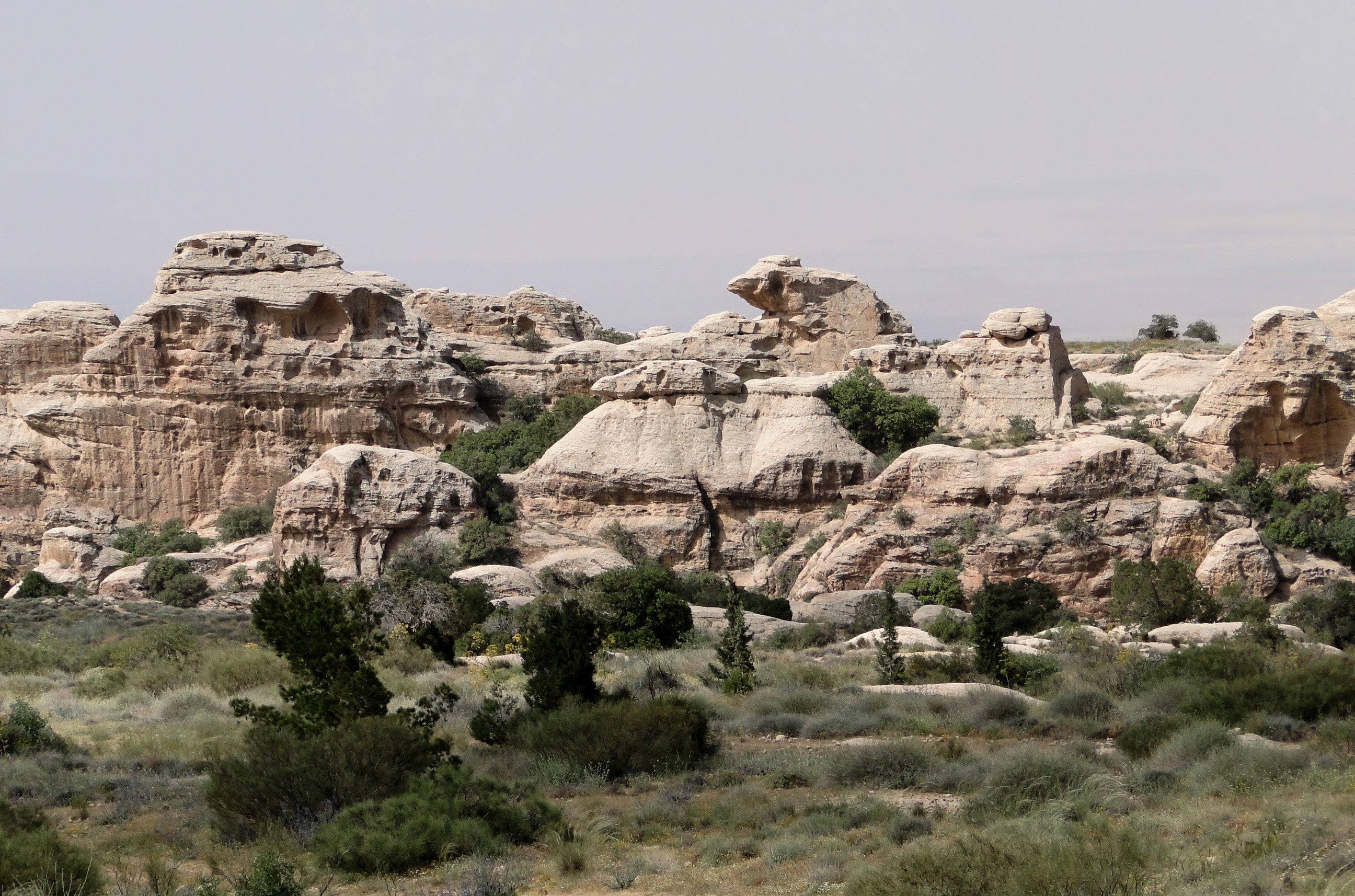
محمية ضانا للمحيط الحيوي

أما الأخطار الرئيسية التي تهدد البيئة الطبيعية للمنطقة لا تزال تشمل الرعي الجائر، وقطع الأشجار، والصيد، وبشكل خاص صيد البدن وطائر الشنار.

## وصلات خارجية
- من أرشيف صور المركز الأمريكي للأبحاث الشرقية.
- Dana Biosphere Reserve نسخة محفوظة 25 أبريل 2020 على موقع واي باك مشين.
- Dana Community Cooperative
- The Royal Society for the Conservation of Nature

‌